# 王雷
王雷（おう らい、ツォン・ウェンジン、王雷、1986年10月11日 - ）は、中国の囲碁棋士。河北省保定出身、中国囲棋協会所属、六段。全国智力運動会準優勝、三星火災杯世界囲碁マスターズベスト8など。

## 経歴
5歳で囲碁を学ぶ。1998年初段。1999年、甲級リーグ戦に河北恒信実業チームで出場。2000年世界青少年囲碁選手権大会青年組準優勝。2001年二段、2002年三段。2004年NEC杯ベスト8、四段。2005年、全国少年選手権戦3位となり国家少年隊入り、五段、三星火災杯世界オープン戦出場、名人戦ベスト8。2006年新人王戦ベスト4。
2007年、新人王戦準優勝、LG杯世界棋王戦ベスト16、六段。2009年全国智力運動会男子個人戦でB組優勝し、決勝で古力に敗れ準優勝、全国囲棋個人戦3位。2010年三星財産杯ベスト8。2011年リコー杯ベスト4。
甲級リーグでは、河北、重慶、杭州チームなどに所属。中国棋士ランキングでは2010年16位。

### 棋歴
国際棋戦
- 三星財産杯世界囲碁マスターズ ベスト8 2010年（○陳耀燁、○朴永訓、○朴永訓、×許映皓）

国内棋戦
- 棋聖戦初段戦 優勝 2001年
- 新人王戦 準優勝 2007年
- 全国智力運動会男子個人戦 準優勝 2009年
- 中国囲棋甲級リーグ戦
  - 1999年（河北恒信実業）
  - 2000年（河北恒信実業）
  - 2001年（河北恒信実業）
  - 2002年（河北金玉蘭）
  - 2003年（河北恒信）13-9
  - 2004年（重慶建設摩托）
  - 2005年（重慶建設摩托）
  - 2006年（重慶冷酸魂）
  - 2007年（重慶冷酸魂）8-13
  - 2008年（河北金環鋼構）11-11
  - 2009年（蘇泊爾杭州）12-10
  - 2010年（蘇泊爾杭州）10-12
  - 2011年（安徽寧国市政）